# Rauwerderhem
Rauwerderhem (Fries: Raarderhim) is een voormalige gemeente in het midden van de Nederlandse provincie Friesland en heeft bestaan tot 1984. Rauwerderhem telde op 1 januari 1983 2992 inwoners en had een oppervlakte van 34,73 km².
Rauwerderhem is genoemd naar een van de Friese Hempolders, gelegen in de gemeente rondom het dorp Rauwerd. Hier staat ook het voormalig raadhuis. De hempolders waren ontstaan door het dichtslibben van de Middelzee.
Bij de gemeentelijke herindeling in 1984 was het plan om Rauwerherhem aan de nieuwe gemeente Littenseradeel toe te voegen, maar uiteindelijk ging Rauwerderhem op 1 januari 1984 samen met de gemeenten Idaarderadeel en een deel van Utingeradeel op in de nieuwe gemeente Boornsterhem.

## Plaatsen
De gemeente Rauwerderhem bestond in 1983 uit zes dorpen. De hoofdplaats was Rauwerd. De Nederlandse namen waren nog de officiële. De plaatsnaamborden in de gemeente waren grotendeels eentalig Fries.
Aantal inwoners per woonkern op 1 januari 1983:
| Nederlandse naam | Friese naam     | Inwoners |
| ---------------- | --------------- | -------- |
| Irnsum           | Jirnsum         | 1.326    |
| Rauwerd          | Raerd           | 615      |
| Sijbrandaburen   | Sibrandabuorren | 407      |
| Terzool          | Tersoal         | 311      |
| Poppingawier     | Poppenwier      | 179      |
| Deersum          | Dearsum         | 154      |

Bron: Provincie Friesland
Een aantal buurtschappen in de gemeente waren: Abbengawier, Engwerd, Flansum en De Wieren.

## Bevolkingsontwikkeling
- 1983 - 2992
- 1974 - 2541
- 1969 - 2504
- 1964 - 2636
- 1959 - 2732
- 1954 - 2886
- 1900 - 2825
- 1848 - 2382
- 1796 - 1477
- 1714 - 1200

## Aangrenzende gemeenten
| Aangrenzende gemeenten | Aangrenzende gemeenten     | Aangrenzende gemeenten | Aangrenzende gemeenten | Aangrenzende gemeenten |
| ---------------------- | -------------------------- | ---------------------- | ---------------------- | ---------------------- |
|                        |                            | Leeuwarden             |                        |                        |
|                        |                            |                        |                        |                        |
| Baarderadeel           | Idaarderadeel Utingeradeel |                        |                        |                        |
|                        |                            |                        |                        |                        |
| Wymbritseradeel        |                            | Doniawerstal           |                        |                        |

## Geboren
- Martin Theodoor Houtsma (1851) Nederlands oriëntalist.